# Bahnhof Riedstadt-Goddelau
Der Bahnhof Riedstadt-Goddelau ist der wichtigste Bahnhof in der südhessischen Stadt Riedstadt. Er wird stündlich von Regionalzügen bedient und ist Endpunkt der Linie S7 der S-Bahn Rhein-Main.

## Geschichte
Der Bahnhof wurde am 15. April 1869 unter dem Namen Goddelau-Erfelden in Betrieb genommen. Er dient den beiden Riedstädter Stadtteilen Goddelau und Erfelden.
Am 29. Mai 1869 wurde die Strecke von Darmstadt Hbf über Goddelau und Biblis bis zum Bahnhof Rosengarten, der auf der Worms gegenüberliegenden Seite des Rheins lag, durch den großherzoglich-hessischen Ministerpräsidenten Reinhard Carl Friedrich von Dalwigk feierlich eröffnet. Im Oktober 1879 wurde die Strecke über Mannheim-Waldhof in die Mannheimer Neckarstadt verlängert, wo sie nicht im Mannheimer Hauptbahnhof, sondern im Riedbahnhof (nördlich der heutigen Kurpfalzbrücke) endete. Seit November 1879 fahren durchgehende Züge von Worms nach Frankfurt, seit 1880 von Mannheim nach Frankfurt. Ende 1970 wurde das zweigleisige Teilstück Goddelau-Erfelden–Darmstadt aufgrund mangelnden Fahrgastaufkommens stillgelegt.
Im Zuge der Fertigstellung der S-Bahn-Linie 7 wurde der Bahnhof Goddelau-Erfelden im Jahr 2004 in Riedstadt-Goddelau umbenannt.
Im Rahmen der 2024 geplanten Generalsanierung der Riedbahn sollen unter anderem die bislang ortsgestellten Weichen der S-Bahn-Abstellgruppe auf ferngestellte Weichen umgestellt und somit Abstell- und Bereitstellungsfahrten beschleunigt werden. Ferner soll der Bahnsteig 1 neu errichtet und verlängert werden. Durch ein neues Signal sind aus Gleis 1 nach Süden auch signalisierte Zugfahrten möglich. Mehrere Nebengleise auf der Westseite des Bahnhofs wurden zurückgebaut, ein Ausziehgleis auf der Südwestseite des Bahnhofs im Zuge der Erneuerung auf einigen hundert Metern Länge reaktiviert. Bei wenigstens einer erneuerten Weiche im Nordkopf wurde im Rahmen der Generalsanierung die Zweiggleisgeschwindigkeit erhöht. Die südlichen Einfahrsignale des Bahnhofs wurden entstanden Bereich bisheriger Zwischensignale (B44-Brücke), im Bereich der Einfahrsignale entstanden hingegen Blocksignale der freien Strecke. Der Bahnhof wurde damit um einen Kilometer verkürzt. Die Linienförmige Zugbeeinflussung, mit der bislang nur die durchgehenden Hauptgleise ausgerüstet waren, wurde zurückgebaut und stattdessen alle Hauptgleise des Bahnhofs mit Eurobalisen für ETCS ausgerüstet, das im 2. Quartal 2025 in Betrieb genommen werden soll. Die zulässige Geschwindigkeit auf den beiden durchgehenden Hauptgleisen der Riedbahn wird dann von vorübergehend (ohne LZB und ETCS) zulässigen 160 km/h wieder auf 200 km/h angehoben und die Zugfolgezeiten von ETCS-geführten Zügen mittels Blockkennzeichen (teils an Sperrsignalen) verkürzt.

## Empfangsgebäude
Das Empfangsgebäude wurde 1869 als Typenbau östlich der Bahnstrecke traufständig errichtet. Es ist ein zweigeschossiger Geldsandsteinbau mit einem breiten Geschossfries und einer Fensterrahmung. Im Erdgeschoss waren ein Wartesaal und ein Dienstraum angeordnet, getrennt durch einen übergiebelten Mittelrisaliten. Neben dem Hauptgebäude steht auf nördlicher Seite ein Güterschuppen aus Sandstein, südlich ein traufenständiges Betriebsgebäude. Dieses Gebäude ist ein Kulturdenkmal nach dem Hessischen Denkmalschutzgesetz.

## Gleisanlagen

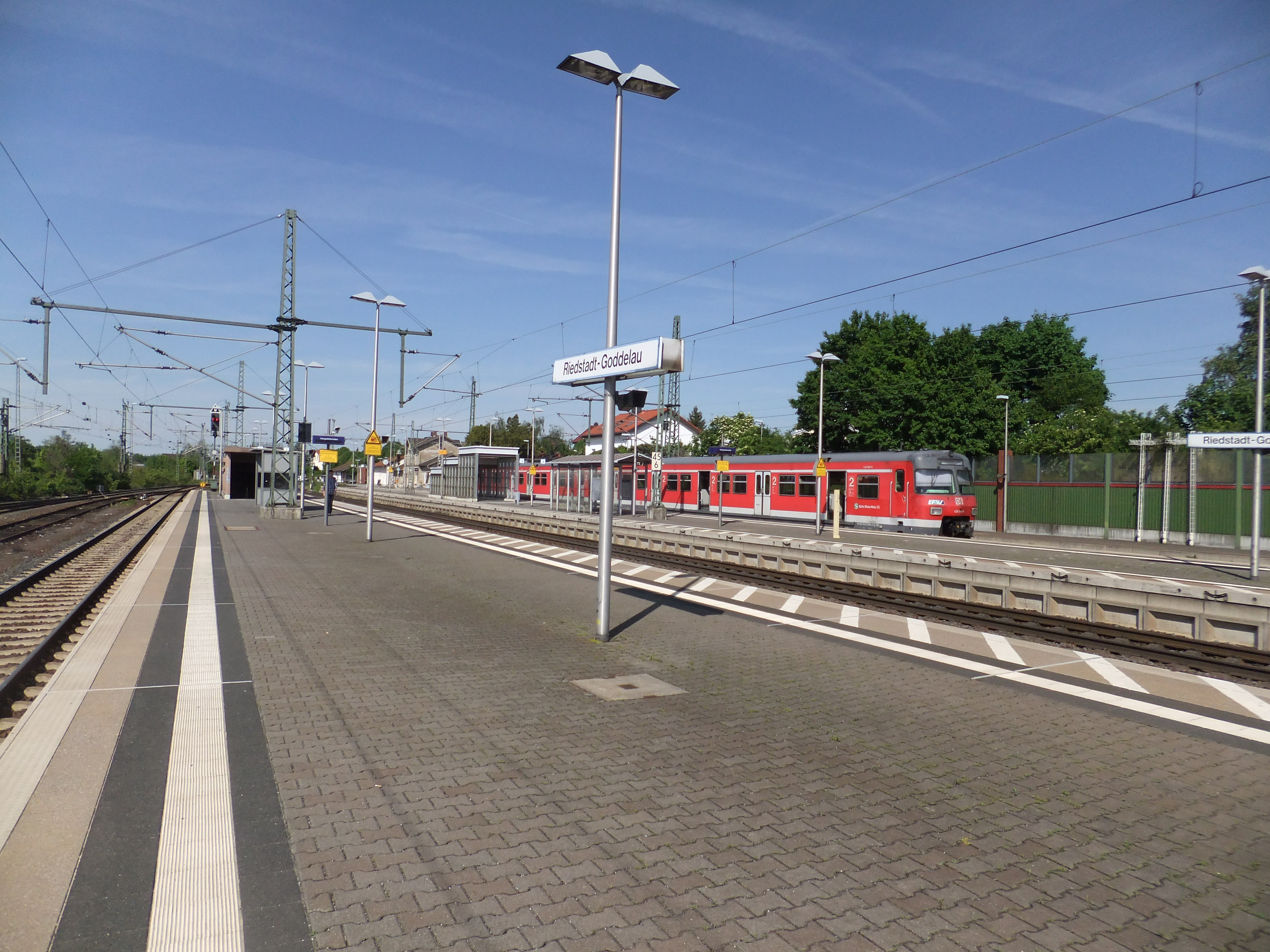
Die Bahnsteiganlagen des Bahnhofs Riedstadt-Goddelau

Der Bahnhof besitzt fünf Bahnsteiggleise. Die durchgehenden Hauptgleise 3 und 4 können mit bis zu 200 km/h befahren werden. Im Süden des Bahnhofs befinden sich bis zu elf parallele Gleise, die unter anderem für Abstellungen und Dispositionen sowie als Wendeanlage der S-Bahn benutzt werden. Zudem besteht ein Gleisanschluss zur ARS Altmann Automobillogistik.
| Gleis | Bahnsteighöhe | Bahnsteiglänge | Bedienung           |
| ----- | ------------- | -------------- | ------------------- |
| 1     | 55 cm         | 218 m          |                     |
| 2     | 76 cm         | 201 m          | S7 nach Frankfurt   |
| 3     | 76 cm         | 201 m          | RE70 nach Frankfurt |
| 4     | 76 cm         | 195 m          | RE70 nach Mannheim  |
| 5     | 76 cm         | 210 m          | S7 von Frankfurt    |

## Verkehr

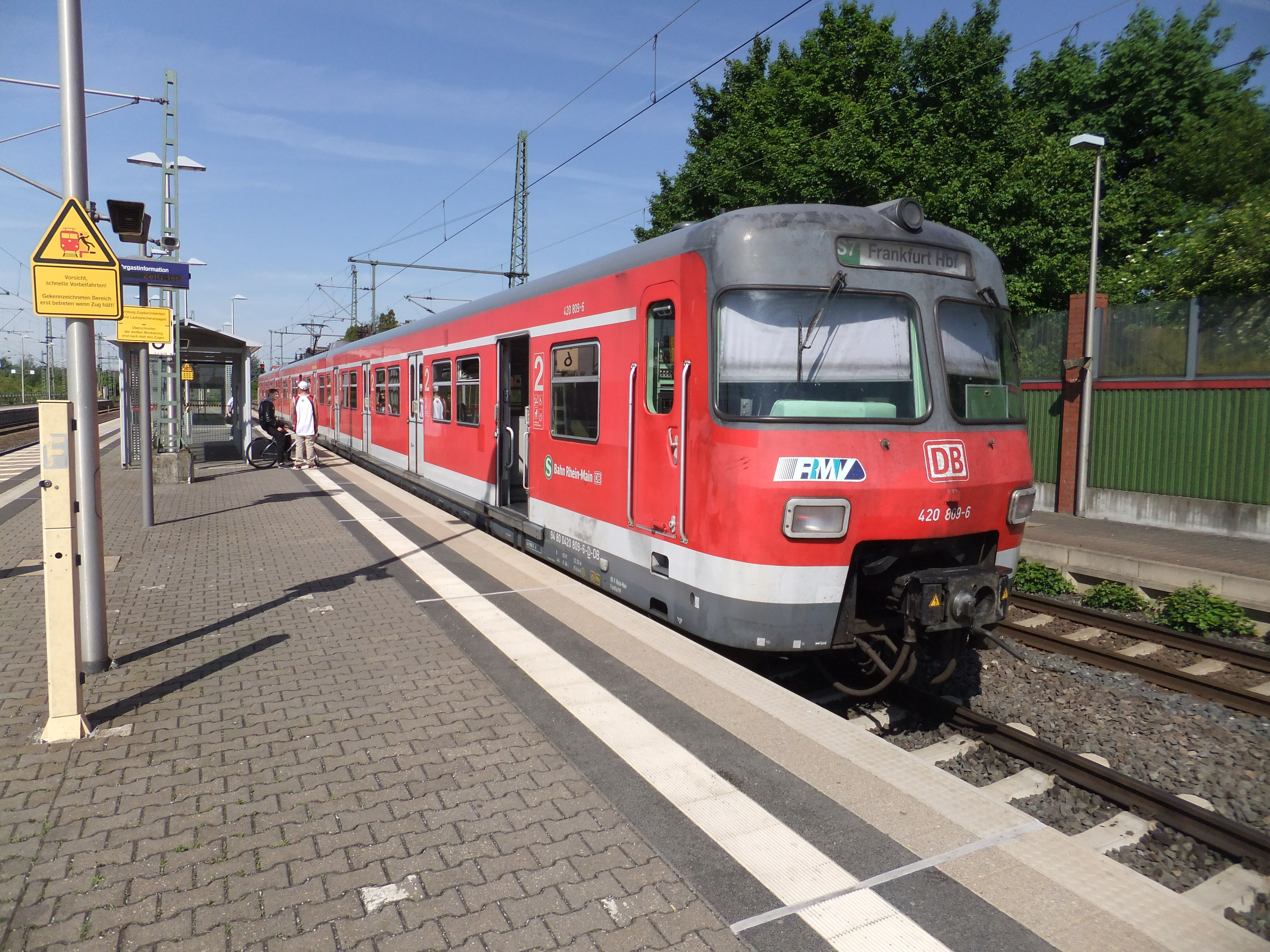
S7 der S-Bahn Rhein-Main mit Triebwagen der DB-Baureihe 420 im Bahnhof Riedstadt-Goddelau

Riedstadt liegt im Tarifgebiet des Rhein-Main-Verkehrsverbundes (RMV).

### Bahn
Der Bahnhof Riedstadt-Goddelau wird im Stundentakt von der Regional-Express-Linie RE 70 auf dem Weg von Mannheim Hbf über Biblis und Gernsheim nach Frankfurt Hbf bedient. Zum Einsatz kommt in der Regel ein vierteiliger Twindexx Vario (Baureihe 446), in der Hauptverkehrszeit zum Teil in Doppeltraktion mit einem weiteren dreiteiligen Triebwagen. In der Nacht von Samstag auf Sonntag verkehrt ein Zugpaar der Linie nur von/bis Biblis.
Seit dem Jahre 2002 wird der Bahnhof außerdem halbstündlich von der aus Frankfurt kommenden S-Bahn-Linie S7 bedient, die in Riedstadt-Goddelau endet. Die Abfahrten in Riedstadt-Goddelau sind in der Regel zur Minute ’00 und ’30, wegen Überholungen des Fernverkehrs kommt es jedoch zu Taktabweichungen von bis zu neun Minuten. Zum Einsatz kommen seit dem 23. Mai 2014 Triebwagen der DB-Baureihe 430, die die zuvor verkehrende Baureihe 420 ersetzten. Seit 2020 wird die S7 mit der Baureihe 425 bedient.
| Linie                    | Verlauf | Takt                                                         |
| ------------------------ | --- | ------------------------------------------------------------ |
| RE 70                    | Main-Neckar-Ried-Express: Frankfurt (Main) Hbf – Frankfurt-Niederrad – (Frankfurt am Main Stadion – Zeppelinheim –)* Walldorf (Hessen) – Mörfelden – Groß Gerau-Dornberg – (Groß Gerau-Dornheim – Riedstadt-Wolfskehlen –)* Riedstadt-Goddelau – Stockstadt (Rhein) – Biebesheim – Gernsheim – Groß-Rohrheim – Biblis – (Bobstadt –)* Bürstadt – Lampertheim – Mannheim-Waldhof – (Mannheim-Luzenberg – Mannheim-Neckarstadt – Mannheim-Handelshafen –)* Mannheim Hbf * nur einzelne Züge Stand: Fahrplanwechsel Dezember 2021 | 60 min                                                       |
| S7                       | Riedstadt-Goddelau – Riedstadt-Wolfskehlen – Groß Gerau-Dornheim – Groß Gerau-Dornberg – Mörfelden – Walldorf (Hess) – Zeppelinheim – Frankfurt am Main Stadion – Frankfurt-Niederrad – Frankfurt (Main) Hbf | 21/39 min (Riedstadt–Frankfurt) 30 min (Frankfurt–Riedstadt) |
| Stand: 15. Dezember 2024 | |                                                              |

### Bus
Am Goddelauer Bahnhof halten die Buslinien 40, 41, 45 und 47. Diese verbinden den Bahnhof mit den umliegenden Städten und Gemeinden, u. a. entlang des stillgelegten Abschnitts der Riedbahn zwischen Goddelau, Griesheim und Darmstadt. Am Goddelauer Bahnhof gibt es einen Taxistand und einen Park+Ride-Parkplatz.